# Lac Ulmagol
Le lac Ulmagol (en persan : دریاچه آلماگل) est un lac situé à 75 km au nord de la ville de Gonbad-e kavus dans la province du Golestan en Iran.

## Présentation
Sa superficie est de 207 ha.
On considère qu'Ulmagol est un lac eutrophe.
Ce lac fait partie d'un site Ramsar avec ses deux voisins le lac Ajigol et le lac Alagol. Ce site qui était en danger, est maintenant réhabilité.

## Faune
Les poissons sont représentés notamment par trois espèces indigènes (Rutilus rutilus, Capoeta capoeta et Cyprinus carpio) et deux exogènes (Hemiculter leucisculus et Carassius auratus).